# Wektor stanu
W mechanice kwantowej wektor stanu to wektor opisujący stan kwantowy danego układu kwantowego. Wektor stanu należy do przestrzeni Hilberta. Przestrzeń Hilberta – to przestrzeń wektorowa nad ciałem liczb zespolonych. Konkretna realizacja przestrzeni Hilberta zależy od rodzaju układu kwantowego. Np. wymiar przestrzeni Hilberta zależy od liczby cząstek układu oraz ich charakterystycznych parametrów, jak masa, ładunek, spin itp.; przestrzeń Hilberta zależy też od tego, jakie pole zewnętrzne oddziałuje na układ kwantowy.

## Oznaczenia
Do oznaczania wektorów stanu stosuje się notację Diraca. Wektor oznacza się przez ket {\displaystyle \vert \psi \rangle ,} a wektor dualny (sprzężony) do niego przez bra {\displaystyle \langle \psi \vert .} Zgodnie z powyższą definicją zachodzi:
{\displaystyle \vert \psi \rangle ^{\dagger }=\langle \psi \vert ,}
{\displaystyle \langle \psi \vert ^{\dagger }=\vert \psi \rangle .}

## Interpretacja fizyczna
Dla dwóch stanów kwantowych {\displaystyle \vert \psi \rangle } i {\displaystyle \vert \phi \rangle } kwadrat modułu iloczynu skalarnego:
{\displaystyle P_{\phi }(\psi )=\left|\langle \psi \vert \phi \rangle \right|^{2}}
opisuje prawdopodobieństwo, że jeżeli układ znajduje się przed pomiarem w stanie {\displaystyle \vert \phi \rangle ,} to w wyniku pomiaru otrzyma się układ w stanie {\displaystyle \vert \psi \rangle .} Ponieważ wyrażenie na prawdopodobieństwo nie zależy od kolejności wektorów {\displaystyle \vert \psi \rangle } i {\displaystyle \vert \phi \rangle ,} to zachodzi również odwrotna zależność:
{\displaystyle P_{\phi }(\psi )=P_{\psi }(\phi )=\left|\langle \phi \vert \psi \rangle \right|^{2}.}